# المفصل القطني العجزي
المَفْصِل القَطَنِيّ العَجُزِيّ (بالإنجليزية: Lumbosacral joint) هو أحد مفاصل جسم الإنسان، ويقع ما بين آخر فقرة قَطَنِيّة وأول قِسْم عَجُزِيّ من الحبل الشوكي. ويمكن -بطريقة ما- اعتبار تسميته بالمَفصِل (بصيغة المُفْرَد) خاطئة، حيث أن منطقة التقاء الجزء القطني بالجزء العجزي من الحبل الشوكي تتضمن قُرْصًا (دِيسْكًا) يَتَمَوْضَع بين آخر فقرة قطنية وأول فقرة عجزية، بالإضافة إلى مَفْصِلَيْن وَجِيهِيَّيْن، واحد على اليمين والآخر على اليسار.